# Metropolia jekaterynburska
Metropolia jekaterynburska – jedna z metropolii Rosyjskiego Kościoła Prawosławnego. W jej skład wchodzi pięć eparchii: jekaterynburska, kamieńska, niżnotagilska, sierowska oraz ałapajewska.
Erygowana przez Święty Synod Rosyjskiego Kościoła Prawosławnego w październiku 2011. 

## Metropolici jekaterynburscy
- Cyryl (Nakonieczny), 2011–2020[3]
- Eugeniusz (Kulberg), od 2020[4]